# Peperomia gymnophylla
Peperomia gymnophylla är en pepparväxtart som beskrevs av C. Dc.. Peperomia gymnophylla ingår i släktet peperomior, och familjen pepparväxter. Inga underarter finns listade i Catalogue of Life.